# International Standard Classification of Occupations
International Standard Classification of Occupations (ISCO) is een ILO-classificatiestructuur voor het organiseren van informatie over de arbeidsmarkt en de werkgelegenheid.
De huidige versie van deze beroepenclassificatie is bekend als ISCO-08 en werd gepubliceerd in 2008. Drie voorgaande indelingen zijn: ISCO-58, ISCO-68 en ISCO-88. De tabel met definities is alleen in de Engelse taal beschikbaar.
Het CBS in Nederland maakt gebruik van ISCO-08 en de hiervan afgeleide Beroepenindeling ROA-CBS 2014 (BRC 2014) in statistieken over de arbeidsmarkt.
De ISCO-08 verdeelt banen in 10 hoofdgroepen (en) :
(1) Managers
(2) Professionals
(3) Technicians and associate professionals
(4) Clerical support workers
(5) Service and sales workers
(6) Skilled agricultural, forestry and fishery workers
(7) Craft and related trades workers
(8) Plant and machine operators, and assemblers
(9) Elementary occupations
(0) Armed forces occupations
Er bestaan drie niveaus van indeling, elke hoofdgroep wordt verder onderverdeeld in sub-majeur, mineur eenheid (niet getoond). De basiscriteria gebruikt om het systeem te definiëren zijn het vaardigheidsniveau en specialisatie die nodig zijn om de taken en plichten van de beroepen vakkundig uit te voeren.